# 후쿠이 가즈키
후쿠이 가즈키(일본어: 福井 和樹, 2001년 6월 13일~)는 일본의 축구 선수이다.

## 구단 경력
그는 2023년 J3리그의 SC 사가미하라에 입단했다.